# Lhota (Vyškov)

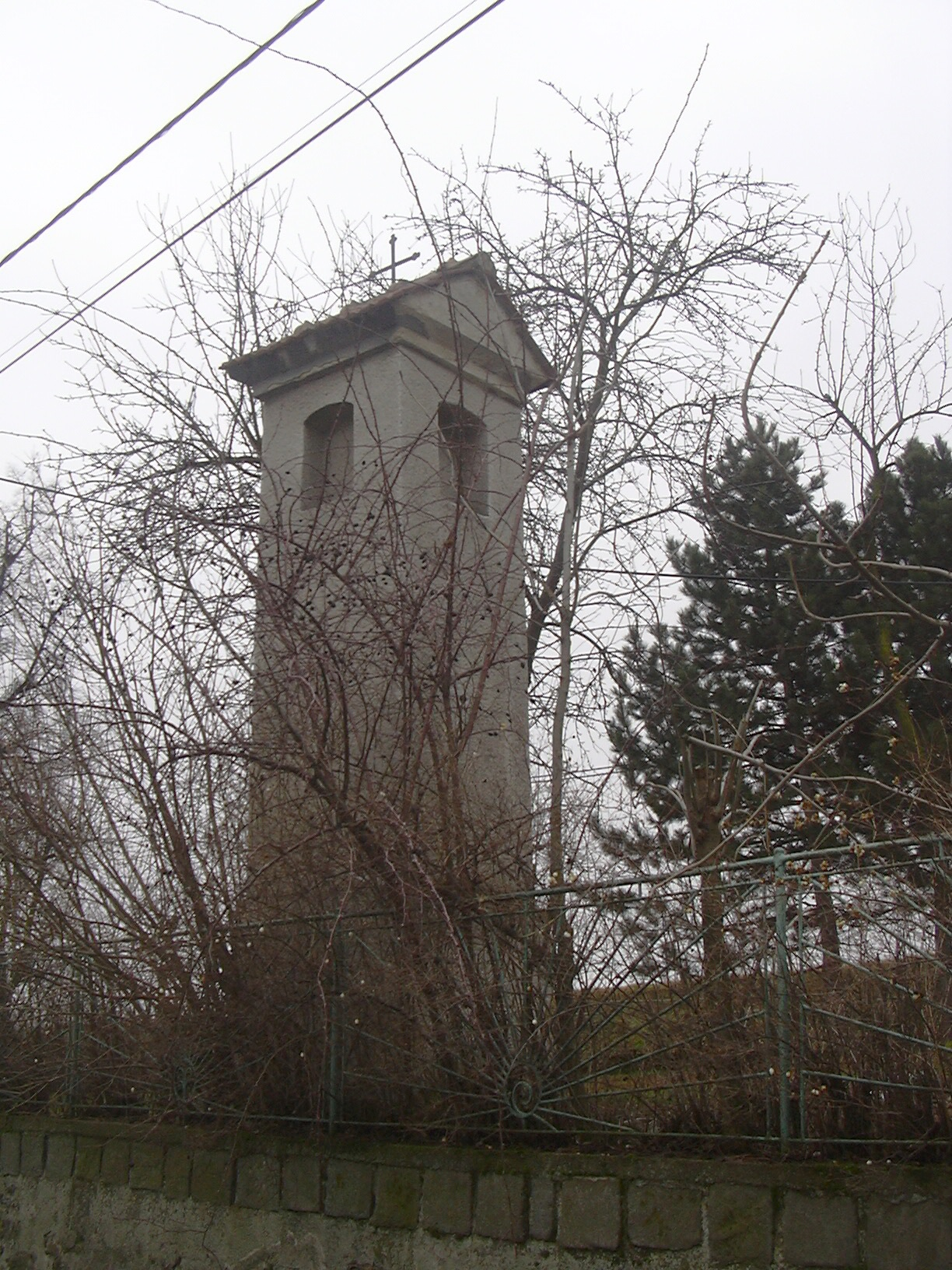
Marterl

Lhota ist ein Ortsteil von Vyškov in Tschechien. Er liegt fünf Kilometer nordwestlich des Stadtzentrums von Vyškov und gehört zum Okres Vyškov.

## Geographie
Lhota befindet sich am südöstlichen Abfall des Drahaner Berglandes. Im Dorf entspringt der Bach Lhotský potok, ein Zufluss zur Velká Haná. Gegen Norden erstreckt sich der Truppenübungsplatz Březina. Westlich wird die Malá Haná in der Talsperre Opatovice gestaut. Nördlich erheben sich die Holásková (481 m. n.m.) und die Česlava (488 m. n.m.), im Nordosten der Véspěrk (Wiesberg, 457 m. n.m.) und die Kozí horka (361 m. n.m.), südwestlich der Rozepře (451 m. n.m.) sowie im Nordwesten der Rousky (408 m. n.m.).
Nachbarorte sind Nové Sady, Březina und Ferdinandsko im Norden, Podivice, Kotáry und Véspěrk im Nordosten, Kozí Horka im Osten, Hamiltony und Dědice im Südosten, Opatovice im Süden, Pístovice, Račice im Südwesten, Ježkovice im Westen sowie Ruprechtov, Pařezovice und Rychtářov im Nordwesten.

## Geschichte

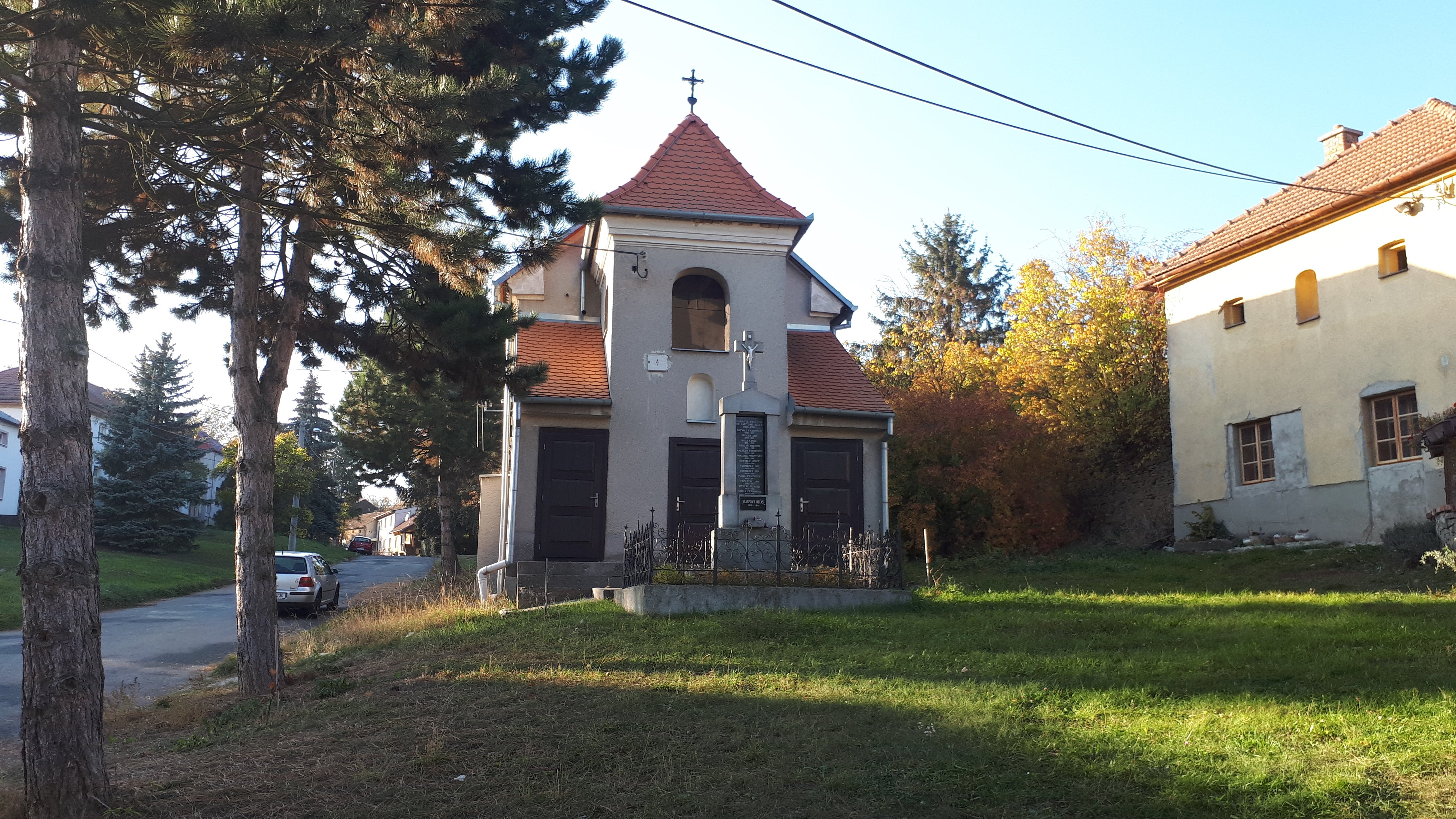
Dorfplatz mit Glockenturm

Das Dorf wurde wahrscheinlich am Übergang vom 13. zum 14. Jahrhundert nach dem Lhotensystem gegründet. Die erste urkundliche Erwähnung erfolgte 1350. Im Jahre 1353 verkauften die Brüder Janač und Stibor von Lhota ihre sieben Lahn in Lhota dem Benediktinerinnenkloster Pustiměř. Um 1360 erwarb Jindřich von Nevojice die Dörfer Lhota und Nebstich; er überließ sie wenig später den Brünner Juden Merlin und Mendlin. Im Jahre 1392 kaufte Jakob von Konček Lhota und Nebstich zusammen mit weiteren Dörfern. Danach gehörte Lhota zum Gut Nevojice, im Jahre 1406 wurde das Dorf als wüst bezeichnet. Im Laufe des 15. Jahrhunderts erfolgte die Wiederbesiedlung. Nach 1460 kam Lhota zur Herrschaft Račic. Nach dem Tode ihres Mannes, Wenzel von Boskowitz, vererbte Kunka von Krawarn die Herrschaft an Ladislaw von Boskowitz, der das Städtchen Diedic mit der Pfarre und die Dörfer Nosalowic, Rechtařow, Opatowic, Lhota und Radslawic 1510 an die Brüder Dobeš, Johann, Thas und Jaroslaw von Boskowitz abtrat. Dobeš von Boskowitz verkaufte 1535 den Allodialteil von Dědice mit der Pfarre und dem Hof der alten Burg, den Dörfern Lhota, Rechtařow, Opatowic und Radslawic sowie der wüsten Burg Stagnow für 7300 Mährische Gulden an Johann von Pernstein, der diesen 1538 an den bischöflichen Lehnsmann Johann Doubravsky von Hradischt im Austausch gegen das Gut Paskau und unter der Bedingung des Übergangs in das Lehnsverhältnis mit dem Bistum Olmütz abtrat. Das Bistum vereinte das Gut Dědice daraufhin mit seiner Herrschaft Wischau. 
Im Jahre 1834 bestand das im Brünner Kreis gelegene Dorf Lhota aus 54 Häusern mit 311 mährischsprachigen Einwohnern. Pfarr- und Schulort war Dieditz. Bis zur Mitte des 19. Jahrhunderts blieb Lhota der erzbischöflichen Herrschaft Wischau untertänig.
Nach der Aufhebung der Patrimonialherrschaften bildete Lhota ab 1850 mit dem Ortsteil Pařezovice eine Gemeinde im Gerichtsbezirk Wischau. Ab 1869 gehörte Lhota zum Bezirk Wischau; zu dieser Zeit hatte das Dorf 390 Einwohner und bestand aus 54 Häusern. Am 1. März 1888 nahm eine einklassige Dorfschule den Unterricht auf. Der zweiklassige Unterricht begann im Schuljahr 1893/94. Im Jahre 1900 lebten in Lhota 466 Personen; 1910 waren es 520. Nach dem Ersten Weltkrieg zerfiel der Vielvölkerstaat Österreich-Ungarn, das Dorf wurde 1918 Teil der neu gebildeten Tschechoslowakischen Republik. Beim Zensus von 1921 lebten in den 87 Häusern von Lhota 493 Personen, davon 490 Tschechen. 1930 bestand Lhota aus 110 Häusern und hatte 539 Einwohner. Von 1939 bis 1945 gehörte Lhota zum Protektorat Böhmen und Mähren. Während der deutschen Besetzung erfolgte 1940 der Beschluss zur Erweiterung des Schießplatzes Wischau zu einem großen Truppenübungsplatz der Wehrmacht. Zu den 33 für die Errichtung des Truppenübungsplatzes Wischau zu räumenden Dörfern gehörte in der ersten, bis 31. März 1941 zu realisierenden Etappe auch Lhota. Die 571 Einwohner wurden aus den 129 Häusern des Dorfes zwangsausgesiedelt. Nach dem Ende des Zweiten Weltkrieges wurde der zerschossene Ort ab Mai 1945 wieder besiedelt. Die Schule wurde nicht wiedereröffnet. Im Jahre 1950 hatte Lhota nur noch 307 Einwohner. Nachdem 1951 der Truppenübungsplatz Březina errichtet worden war, mussten die Wälder nördlich des Dorfes an das Militär abgetreten werden und wurden zum Sperrgebiet. Die JZD Lhota wurde 1957 gegründet. Zu Beginn des Jahres 1961 wurde Lhota mit Rychtářov zu der Gemeinde Rychtářov-Lhota zusammengelegt. 1986 wurde Rychtářov-Lhota nach Vyškov eingemeindet.  Beim Zensus von 2001 lebten in den 128 Häusern von Lhota 356 Personen. 

## Ortsgliederung
Der Katastralbezirk Lhota umfasst außer dem Ortsteil Lhota auch den Ortsteil Pařezovice.

## Sehenswürdigkeiten
- Glockenturm auf dem Dorfplatz
- Gedenkkreuz für die Gefallenen des Ersten Weltkrieges, vor dem Glockenturm
- Marterl, errichtet zu Beginn des 19. Jahrhunderts, an der Schule
- Gusseisernes Kreuz aus dem Jahre 1891, im nördlichen Teil des Dorfes